# مرصد القطامية الفلكي الكبير
مرصد القطامية الفلكي هو التليسكوب الأكبر في الشرق الأوسط وشمال أفريقيا، وهو يتبع المعهد القومي للبحوث الفلكية والجيوفيزيقية بحلوان، وهو يقع على مسافة 80 كم تقريبًا من وسط العاصمة القاهرة في إتجاه مدينة السويس (طريق العين السخنة) فوق جبل بارتفاع 480 م عن مستوى البحر. أنشئ هذا المرصد عام 1964 وهو امتداد لمرصد حلوان الذي أنشئ عام 1903 وهو من أقدم المعاهد البحثية في مصر والشرق الأوسط.
يُعتبر موقع مرصد القطامية الفلكي بمثابة مدينة علمية صغيرة فهو يحتوي على مبنى المنظار ذو القبة الكبيرة كما هو مألوف بالنسبة للمراصد الفلكية في العالم، علما بأن جسم التليسكوب يبلغ من الضخامة ما يجعل وزنه يزيد عن 50 طن وطوله أنبوبته عن 9 أمتار، وقطر مرآته 74 بوصة أي حوالي 188 سم، ويبلغ سُمك هذه المرآة 30 سم تقريبا، وتزن حوالي 2 طن. تم تصميم مبنى التليسكوب من حوائط مزدوجة لعزله تمامًا عن البيئة الصحراوية المحيطة، وقد تم بناء قبة المنظار من الحديد الصلب على شكل حوائط مزدوجة بواسطة الشركة النمساوية «فوسيت». يبلغ قطر قبة المنظار حوالي 19 متر، وتزن أكثر من 100 طن وهي تدور حول المبنى محمولة على قضبان من الصلب بواسطة 26 عجلة من الصلب، كما يوجد مجرى مائي بالحافة السفلية للقبة لمنع تسرب الغبار والحرارة إلى الداخل، وبهذا التصميم لا تزيد درجة حرارة أرضية المبنى عن 3 درجات مئوية حتى في أشد الأيام حرارة. يحتوي المبنى أيضا على مصعد كهربائي ضخم لنقل مرآة التليسكوب إلى حجرة التفضيض بالطابق الأسفل. هذا ويوجد بالموقع تليسكوب أخر صغير بحجم 14 بوصة من النوع سليستون وعدد من الاستراحات المجهزة لراحة الراصدين، كما يوجد بها محطة لتوليد الطاقة الكهربائية (ماكينات ديزل تعمل بالسولار) لتشغيل هذا الكم من الأجهزة والمعدات والمواتير الكهربائية الضخمة اللازمة لعمل المنظار. كما يوجد بالموقع أيضا خزانين للمياه، وجراج ومطبخ ومعامل هندسية وورش للكهرباء والميكانيكا.
ونظرا لموقع المنظار الفريد بمصر، فإن عدد الليالي الصافية للسماء هناك يبلغ حوالي 250 ليلة على مدار العام، ولذا فقد انعكس هذا على دقة الأرصاد ونقاء الصور المأخوذة من المنظار، مما جعل له شهرة عالمية بين مراصد العالم في ذلك الوقت. كان من أهم الانجازات التي قام بها مرصد القطامية الفلكي هو مشاركته في الأرصاد الدقيقة التي أخذت لسطح القمر لاختيار مواقع هبوط الإنسان على القمر في أواخر الستينيات، هذا بالإضافة إلى المشروعات والرسائل والأبحاث العلمية التي قامت على دقة أرصاد هذا المنظار.